# Suita (miasto)
Suita (jap. 吹田市 Suita-shi) – miasto w Japonii (prefektura Osaka) położone w aglomeracji Osaki.

## Położenie
Miasto leży w północnej części prefektury Osaka. Graniczy z:
- Osaką
- Settsu
- Toyonaką
- Ibaraki
- Minō

## Historia
Miasto otrzymało status miejski szczebla -shi (市) w dniu 1 kwietnia 1940 roku.

## Miasta partnerskie
- Australia: Bankstown
- Sri Lanka: Moratuwa